# Microrégion de Telêmaco Borba
La microrégion de Telêmaco Borba est l'une des trois microrégions qui subdivisent le centre-est de l'État du Paraná au Brésil.
Elle comporte 6 municipalités qui regroupaient 150 837 habitants en 2006 pour une superficie totale de 9 490 km².

## Municipalités[1]
- Imbaú
- Ortigueira
- Reserva
- Telêmaco Borba
- Tibagi
- Ventania